# 피유스티
피유스티는 기원전 19세기 말과 18세기 초 군림한 하투사의 왕이다.
아니타의 문헌에서는 그가 아니타에게 적어도 두 번 패한 것으로 알려져 있다. 두 번째 사건에서 피유스티와 그의 예비의 군대가 살람파에서 패하였다. 후에 아니타는 수비병이 기아로 약해진 후 밤에 하투사를 점령할 수 있었다. 아니타는 하투사를 완전히 파괴하고 저주하였다. 이후 집권한 히타이트 왕은 하투사를 완전히 새로 지어야 했다.